# Biotecnología ambiental
La biotecnología ambiental se aplica a la biotecnología empleada para estudiar el entorno natural. La biotecnología ambiental también puede implicar tratar de aprovechar un proceso biológico para usos comerciales y de la explotación. La Sociedad Internacional Biotecnología Ambiental define a la biotecnología ambiental como "el desarrollo, uso y regulación de sistemas biológicos para la remediación de entornos contaminados (tierra, aire, agua) y para procesos amigables con el entorno natural (tecnologías "verdes" y desarrollo sustentable)".
La biotecnología ambiental se refiere a la aplicación de los procesos biológicos modernos para la protección y restauración de la calidad del ambiente.